# Красноногий листоед

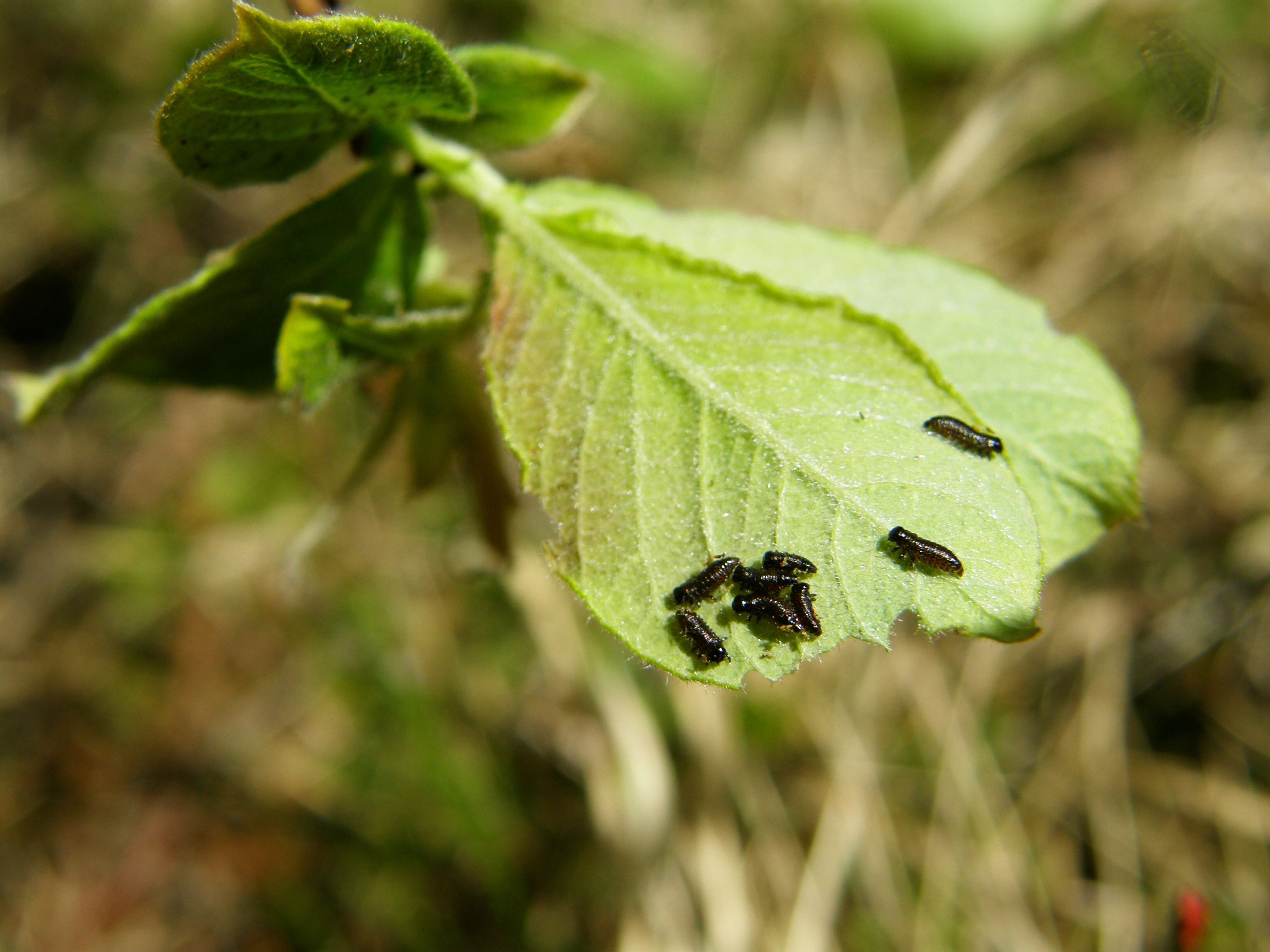
Личинки красноногого листоеда на иве

Красноногий листоед, или десятиточечный листоед (лат. Gonioctena decemnotata [Phytodecta rufipes]) — вид жуков-листоедов из подсемейства хризомелин.

## Распространение
Распространён от островов Британии до Японии. Встречается на территории Швеции, России.